# Cleve Jones
Cleve Jones (West Lafayette, 11 ottobre 1954) è un attivista statunitense, noto per aver concepito il NAMES Project AIDS Memorial Quilt.

## Biografia
Nato nell'Indiana, la sua carriera come attivista inizia a San Francisco durante i turbolenti anni settanta, periodo nel quale conosce il pioniere dei diritti gay Harvey Milk. Jones ha studiato scienze politiche presso la San Francisco State University e durante quel periodo ha lavorato presso gli uffici di Milk. Il 27 novembre 1978 Milk viene assassinato assieme al sindaco di San Francisco George Moscone. Nel 1983, quando l'AIDS era ancora una nuova e mal intesa minaccia, Jones è stato tra i co-fondatori della San Francisco AIDS Foundation. Nel 1985 concepisce l'AIDS Memorial Quilt, una commemorazione a lume di candela per Harvey Milk; dopo la morte del suo compagno Marvin Feldman, mentre nel 1987 viene creata la prima coperta in suo onore, mostrata a Washington durante la marcia per i diritti gay e lesbici.
L'AIDS Memorial Quilt nel giro di breve tempo divenne uno dei più grandi progetti artistici comunitari, il primo patchwork era composto da oltre 1900 pannelli per aumentare nel giro di un solo anno a oltre 8200 pannelli. Jones ha preso parte al documentario Echoes of Yourself in The Mirror su HIV e AIDS, parlando durante la giornata mondiale contro l'AIDS nel 2005. Nel documentario ha parlato dell'idea che sta alla base del Memorial Quilt, parlando del suo attivismo e della sua lotta per aiutare le persone colpite da AIDS.
Successivamente Jones ha lavorato con il sindacato UNITE HERE, aiutando i lavoratori di hotel e ristoranti sulle questioni legate all'omofobia e attuando una campagna mirata a convincere i turisti LGBT a rimanere solo negli alberghi che rispettano i diritti dei loro lavoratori. Nel 2008 Jones ha collaborato come consulente storico con la produzione del film di Gus Van Sant Milk, film biografico sulla vita di Harvey Milk.

## Nei media
Nel film Milk, del 2008, diretto da Gus Van Sant e vincitore di due premi Oscar, Jones è impersonato da Emile Hirsch, mentre nella miniserie televisiva When We Rise è interpretato da Guy Pearce.